# Antoine Caldwell
Antoine Caldwell (Montgomery, 19 aprile 1986) è un giocatore di football americano statunitense che gioca nel ruolo di guardia per gli Houston Texans della National Football League (NFL). Fu scelto nel corso del terzo giro (77º assoluto) del Draft NFL 2009 dai Texans. Al college ha giocato a football all’Università dell'Alabama.

## Carriera professionistica

### Houston Texans
Caldwell fu scelto nel corso del terzo giro del Draft 2009 dagli Houston Texans. Nella sua stagione da rookie disputò 11 partite, 3 delle quali come titolare. Nella sua seconda stagione partì 7 volte come titolare mentre nel 2011 tre volte su cinque partite disputate. I Texans si qualificarono per la prima volta nella loro storia ai playoff vincendo la propria division. Nei playoff elimininarono i Cincinnati Bengals prima di uscire con i Baltimore Ravens.

## Vittorie e premi
Nessuno

## Statistiche
| Partite totali             | 31 |
| Partite totali da titolare | 16 |